# الدوري السوفيتي الممتاز لكرة القدم 1980
الدوري السوفيتي الممتاز لكرة القدم 1980 هو الموسم 44 من الدوري السوفيتي الممتاز لكرة القدم. أقيم خلال الفترة 3 أبريل 1980 وحتى 22 نوفمبر 1980، وأشرف على تنظيمه الاتحاد السوفيتي لكرة القدم، وكان عدد الأندية المشاركة فيه 18، وفاز فيه دينامو كييف.